# Alba Arnova
Alba Arnova, geboren als Alba Fossati (*  15. März 1930 in Buenos Aires; † 11. März 2018 in Rom) war eine argentinisch-italienische Ballerina und Filmschauspielerin.

## Leben
Alba Arnova ist die Tochter von zwei italienischen Emigranten. Sie studierte Klavier am Konservatorium und schrieb sich an der Universität an der medizinischen Fakultät ein. Sie war die erste klassische Tänzerin in vielen wichtigen Produktionen von Garinei und Giovannini im Teatro Colón in Buenos Aires und änderte ihren Nachnamen zuerst in Ars Nova und dann in Arnova. Sie verließ Argentinien 1948 für eine sechsmonatige Bühnenreise und blieb schließlich in Rom, wo sie zuerst als klassische Tänzerin und als Revue, aber auch als Soubrette im Sprechtheater arbeitete.
Eine Filmkarriere begann Arnova 1949 mit ersten Nebenrollen in Filmen. 1956 sorgte sie für eine Kontroverse, als sie in der RAI-Fernsehshow La piazzetta in einer engen rosa Strumpfhose auftrat, die sie wegen der Lichteffekte und des Schwarz-Weiß-Systems halb nackt erscheinen ließ. Die Show wurde abgesetzt und Arnova am Ende aus dem italienischen Fernsehen verbannt. Sie entschied sich daraufhin, das Showbusiness zu verlassen.
Arnova war mit dem Komponisten und Dirigenten Gianni Ferrio verheiratet.

## Filmografie
- 1949: Nur du bist mein Traum (Al diavolo la celebrità) – Regie: Mario Monicelli und Steno
- 1950: La strada buia – Regie: Sidney Salkow und Marino Girolami
- 1950: La cintura di castità – Regie: Camillo Mastrocinque
- 1951: Das Wunder von Mailand (Miracolo a Milano)
- 1951: Totòtarzan – Regie: Mario Mattòli
- 1951: Arrivano i nostri – Regie: Mario Mattoli
- 1951: O.K. Nero (O.K. Nerone)
- 1952: Andere Zeiten (Altri tempi) – Regie: Alessandro Blasetti
- 1953: Finalmente libero – Regie: Mario Amendola
- 1953: Amarti è il mio peccato – Regie: Sergio Grieco
- 1953: Aida
- 1953: La mia vita è tua – Regie: Giuseppe Masini
- 1953: La Gioconda – Regie: Giacinto Solito
- 1954: Amori di mezzo secolo – Regie: Mario Chiari
- 1954: Hundert Jahre Liebe (Cento anni d’amore) – Regie: Lionello De Felice
- 1954: Rosso e nero – Regie: Domenico Paolella
- 1954: Addio mia bella signora – Regie: Fernando Cerchio
- 1954: La signora dalle camelie – Regie: Raymond Bernard
- 1954: Una donna prega – Regie: Anton Giulio Majano
- 1954: Tempi nostri – Regie: Alessandro Blasetti
- 1954: L’amante di Paride – Regie: Marc Allègret
- 1955: Der Barbier von Sevilla (Figaro ´Il barbiere di Siviglia`) – Regie: Camillo Mastrocinque
- 1955: I pinguini ci guardano – Regie: Guido Leoni
- 1955: Il motivo in maschera – Regie: Stefano Canzio
- 1955: La ribalta dei sogni – Regie: Ernesto Araciba
- 1957: Clorinda, die Sarazenin (La Gerusalemme liberata) – Regie: Carlo Ludovico Bragaglia
- 1959: Die größte Schau der Nacht (Europa di notte) – Regie: Alessandro Blasetti